# Body Blows Galactic
Body Blows Galactic es un videojuego de lucha desarrollado y distribuido por Team17 en 1993 para las computadoras Amiga. Es la secuela de Body Blows de 1992. Los gráficos de los oponentes y el fondo de ambos juegos serían posteriormente fusionados en el lanzamiento recopilatorio Ultimate Body Blows.

## Jugabilidad
Tras ganar el torneo mundial de artes marciales, Danny y Junior deciden enfrentarse al universo y desafiar a los luchadores más rudos y poderosos en una competencia interplanetaria para coronar al guerrero galáctico definitivo.
El sistema de jugabilidad es el mismo del juego original Body Blows. El juego dispone de modos para uno y dos jugadores, al igual que un modo torneo para ocho jugadores.
Existen 12 luchadores jugables diferentes de seis mundos, sin ningún jefe.

## Desarrollo
Un equipo de seis personas desarrollaron el juego por alrededor de nueve meses. Una versión levemente mejorada fue creada para la Amiga 1200 con el chipset AGA, la cual trajo varios cambios como fondos más coloridos y mejores efectos de sonido (hechos por Steven y Gary Nicholas) y música.

## Recepción
Body Blows Galactic recibió reseñas favorables en su mayoría. Amiga Computing le dio un puntaje de 93% y lo llamó el mejor juego beat'em up para Amiga. En una comparación especial en Amiga Action, el juego obtuvo un puntaje de 84%, ganando o empatando en la categoría «Atmósfera» y «juego de dos jugadores» contra Mortal Kombat y Elfmania. Una reseña disidente en CU Amiga le dio un puntaje de 57%, criticando a los personajes desbalanceados diciendo que, mientras Warra, Lazer y Dino son ineficaces, la veloz Kai-Ti parece invencible. Otras reseñas le dieron al juego calificaciones de 86% en ACAR, 90% en Amiga Dream, 91% en Amiga Force, 88% en Amiga Format, 83% en Amiga Joker, 72% en Amiga Power y 87% en The One. Matt Broughton de The One clasificó a la «encantadora en todos los sentidos» Kai-Ti como el personaje de videojuegos de lucha de Amiga más atractivo en un artículo de 1995.